# Drupadia theda
Drupadia theda is een vlinder uit de familie van de Lycaenidae. De wetenschappelijke naam van de soort is voor het eerst geldig gepubliceerd in 1862 door Felder.